# Quum diuturnum
Quum diuturnum ist eine Enzyklika von Papst Leo XIII., sie datiert vom 25. Dezember 1898 und ist eine Einladung an alle Bischöfe der lateinamerikanischen Länder, in Rom eine Bischofskonferenz abzuhalten.
Er folgt damit der Bitte der lateinamerikanischen Bischöfe, da diese dieses für praktikabler empfinden würden. Es seien die langen und beschwerlichen Anreisen in Lateinamerika, welche eine Konferenz erschweren könnte, zudem wünsche man eine Konferenz unter Leitung des Heiligen Stuhles.
Der Papst sagt zu, im kommenden Jahr eine solche Versammlung einzuberufen.